# Frascarelli
I frascarelli sono un piatto della tradizione marchigiana e abruzzese, chiamato anche riso in polenta o riso corco. Sono anche diffusi nella gastronomia di alcuni paesi della Valle Peligna, in Abruzzo, come ad Introdacqua, o come piatto tradizionale della cucina marsicana.

## Descrizione
Si tratta sostanzialmente di una sorta di polenta di farina bianca. All'interno della polenta originariamente venivano cotti dei grumi di farina ottenuti schizzando gocce d'acqua nella farina tramite dei rametti bagnati (o frasche; da qui il nome frascarello oppure da frasca, il bastone usato per girare la polenta).
Anche nella tradizione senigagliese si unirebbero le due accezioni, in quanto il termine per indicare i frascarelli, ossia brufadei, deriverebbe sia dalle dimensioni (da brufolo) che dall'azione di crearli schizzando dell'acqua (da brufar, spruzzare).
In origine quindi i frascarelli sarebbero stati una sorta di frascatula di farina di grano tenero; successivamente questi grumi sarebbero stati sostituiti o integrati dal riso stracotto.

## Preparazione
Una volta cotto il riso in una pentola con abbondante acqua, si aggiunge (poca alla volta) della farina bianca, mantecando il tutto a fuoco lento, fino a quando il composto non assume una corposità simile a quella della polenta.
A cottura ultimata, si versa il composto su di una spianatoia e si condisce con del sugo precedentemente preparato, detto tradizionalmente sugo finto (per distinguerlo dal ragù di macinato delle feste) che viene preparato con cipolla, sedano e carota soffritti in olio, a volte assieme a pezzetti di gambuccio o al solo grasso di prosciutto oppure di lonza o salsiccia a pezzetti, a cui poi si aggiunge del pomodoro e si profuma caratteristicamente con la maggiorana, o alternativamente preparato con sole verdure, olio, odori e pomodori. Si ultima la preparazione rovesciando sopra abbondante formaggio grattugiato.
Una preparazione analoga è la cosiddetta polenta maridà, tipica del veronese, che, secondo la tradizione, viene profumata con la cannella, e dove riso e salsa vengono posti a strati.